# Rodrigo Lara Bonilla

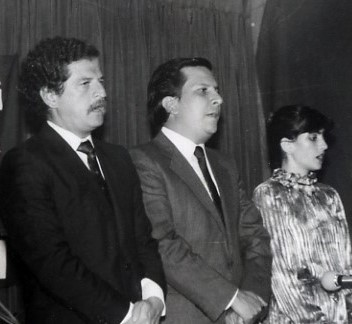
Luis Carlos Galán, Rodrigo Lara Bonilla und seine Gattin, Nancy Restrepo de Lara (1976)

Rodrigo Lara Bonilla (* 11. August 1946 in Neiva; † 30. April 1984 in Bogotá) war ein kolumbianischer Anwalt und Politiker. Unter Präsident Belisario Betancur diente er als Justizminister und wurde auf Geheiß von Pablo Escobar ermordet.

## Leben
Geboren im südwestlichen Departamento del Huila, studierte Lara in Bogotá Jura an der privaten Universidad Externado de Colombia. Er trat dem Movimiento Revolucionario Liberal bei. 1969, im Alter von 23, wurde Lara Bürgermeister seiner Geburtsstadt.
Im August 1983 ernannte Präsident Belisario Betancur ihn als Nachfolger von Bernardo Gaitán Mahecha zum Justizminister. Lara erklärte den Drogenkartellen den Kampf. Als Pablo Escobar ins kolumbianische Repräsentantenhaus „nachrückte“, deckte Lara dessen Verbindungen zum Drogenhandel auf. Versuche, Lara zu diskreditieren, schlugen fehl. Escobar verlor sein Abgeordnetenmandat, und sein Visum für die USA wurde widerrufen. Justizminister Lara verfolgte Escobar und andere Drogenkönige wie Carlos Lehder und ließ hunderte von Flugzeugen und Einrichtungen beschlagnahmen, die mutmaßlich zur Herstellung und Verbreitung illegaler Substanzen dienten.

### Ermordung
Nach nur acht Monaten im Amt wurde Lara, Vater zweier Söhne, am Abend des 30. April 1984 in seinem weißen Mercedes niedergeschossen. Den Mord im Auftrag von Escobar hatte Ivan Dario Guisado ausgeführt; er fuhr auf einer Yamaha DT175, gesteuert von Byron Velazquez, genannt Quesito. Der Schütze Guisado wurde von den Leibwächtern des Ministers getötet, Fahrer Velasquez wurde von der Polizei gefasst und verbrachte mehr als zehn Jahre im Gefängnis. Der Tatort, die 127. Straße in Bogotá, wurde umbenannt in Avenida Rodrigo Lara Bonilla.

### Folgen
Nach Laras Tod beschloss die Regierung Betancur umgehend das bis dahin umstrittene Auslieferungsgesetz und begann einen Kampf gegen das organisierte Verbrechen.

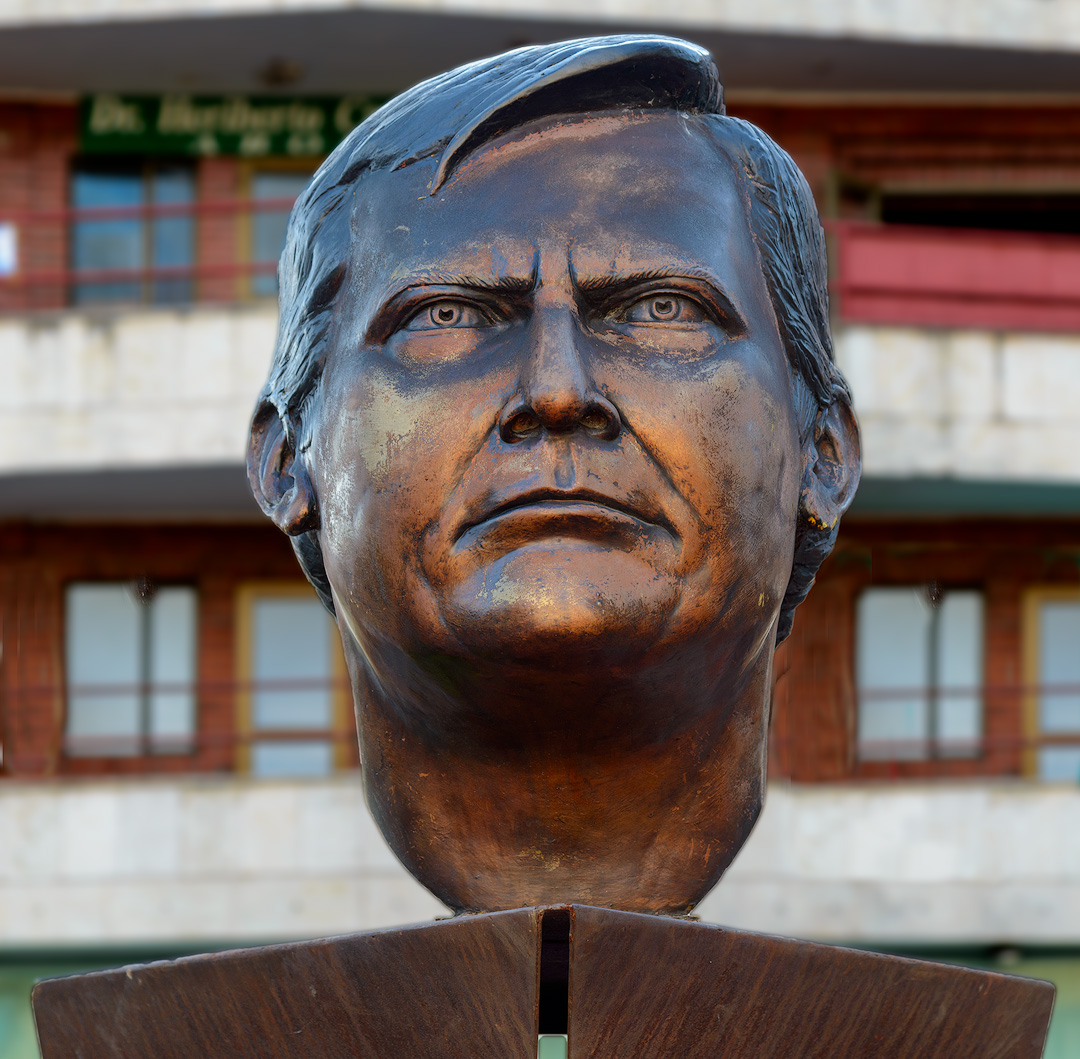
Büste von Rodrigo Lara Bonilla